# Silvan (district)
Silvan (Koerdisch: Farqîn, Aramees: ܡܝܦܪܩܝܛ, Mayperqiṭ) is een Turks district in de provincie Diyarbakır. Het district heeft een oppervlakte van 1397,1 km² en 86.736 inwoners (2019).

## Bevolking
De bevolkingsontwikkeling van het district is weergegeven in onderstaande grafiek. De meeste inwoners zijn etnische Koerden die het Kurmanci spreken. Voor de Armeense Genocide leefden er zo'n 14.000 Armenen in het district.

## Geboren
- Leyla Zana (1961), Koerdisch politica